# Wicca británica tradicional
La wicca británica tradicional o BTW (del inglés, British Traditional Witchcraft) es un grupo de wiccanos originales de Gran Bretaña, en particular de la región de New Forester.
Las tradiciones más prominentes son el gardnerianismo, el xandrianismo y la wica del Valle Central, esta última implantada en EE. UU. pero considerada en modo ortodoxo ligada a la tierra británica.
A veces se incluyen en el grupo otras corrientes (como la wicca de la Estrella Azul), que aún se encuentra en situación ambigua, porque está formada por grupos que pueden clasificarse en la wicca británica tradicional y otros que no.

## Distribución geográfica del uso
El término es más comúnmente usado en los Estados Unidos, donde los orígenes británicos de estas tradiciones son más notables.
El término es cada vez más frecuente en Gran Bretaña e Irlanda, si bien hay cierta resistencia a su aprobación debido a que la palabra wicca se identificó con más frecuencia entre los paganos como referencia únicamente a las tradiciones New Forest (o por lo menos, como la definición más restringida, si no la única definición de la palabra) y el hecho de que "británico" es insignificante en el Reino Unido (donde después de todo "británica" es la norma), y tiene connotaciones negativas en Irlanda por razones históricas.
El término "British Traditional Witchcraft" fue sugerido, principalmente en los Estados Unidos, como un sello inconfundible para los covens descendientes de New Forest, pero ese mismo término es utilizado en Inglaterra para referirse a las tradiciones, que claman por una herencia antes de que se publicasen los textos de Gardner, pero sin relacionarse con los grupos gardnerianos o reciente predecesores de dicha tradición.
De ahí que el término "British Traditional Wicca" se haya convertido en el término utilizado para diferenciar inequívocamente las tradiciones de la New Forest, aunque ellos siempre utilicen el término "wicca" entre ellos para referirse solo a la British Traditional Wicca.

## Características
La "wicca tradicional británica" ("British Traditional Wicca") ha sido influenciada mayormente por otras tradiciones wiccanas. Aun cuando la importancia de la iniciación a través de la sucesión por linaje se encuentra en casi todas las que se derivan de la BTW, hay algunas que han decidido alejarse de ello, o cambiar un poco la iniciación de sucesión por linaje abriendo sus estructuras.
Notablemente, Isaac Bonewits define la BTW no como una tradición neopagana sino más bien como mesopagana.